# Cerova (Arilje)
Cerova es un pueblo ubicado en la municipalidad de Arilje, en el distrito de Zlatibor, Serbia.

## Superficie
Posee una superficie de 7,567 kilómetros cuadrados.

## Demografía
Hasta 2011 la población era de 1175 habitantes, con una densidad de población de 155,3 habitantes por kilómetro cuadrado.